# 平田站 (滋賀縣)

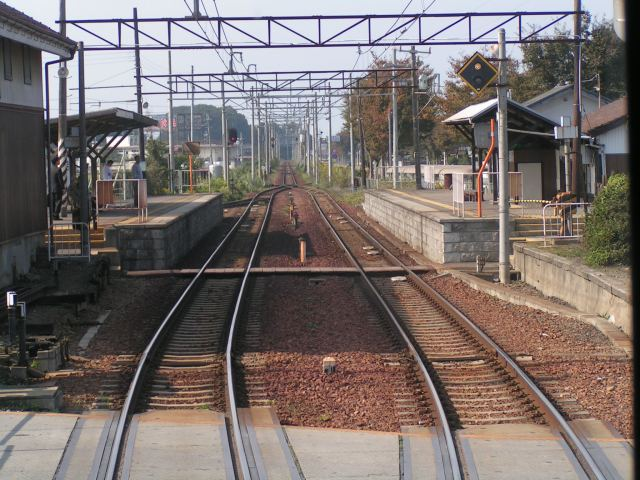
站內(2005年10月30日)

平田站（日语：／ Hirata eki */?）是位於滋賀縣東近江市平田町，近江鐵道八日市線的車站。車站編號為OR19。

## 歷史
- 1913年（大正2年）12月29日 - 湖南鐵道車站啟用[1]。
- 1927年（昭和2年）5月15日 - 與琵琶湖鐵道汽船合併，成為該公司的車站[2]。
- 1929年（昭和4年）4月1日 - 路線轉讓至八日市鐵道，成為該公司的車站[3]。
- 1944年（昭和19年）3月1日 - 與近江鐵道合併，成為近江鐵道八日市線的車站。
- 2006年（平成18年）11月20日 - 新車站大樓落成。

## 車站構造
車站是一座地面車站，設有2面2線的相對式月台。在平日早上7:30至8:50和下午3:15～4:20之間為有人車站。但是下午的職員只負責檢票業務。
車站大樓同設有社區屋。
在1987年一人控制化前，早上時段設有行走於此站～近江八幡之間的區間列車班次。
在1996年，上下行月台進行了擴寬月台工程，使用上下行月台之間的距離變得更近。另外，車站大樓一方的月台（上行線）之下行方向發車信號燈已經撤走。

## 使用狀況
根據「東近江市統計書」，以下為近年一日平均乘車人次。
| 年度   | 一日平均 乘車人次 |
| ------ | ----------------- |
| 2002年 | 213               |
| 2003年 | 214               |
| 2004年 | 196               |
| 2005年 | 194               |
| 2006年 | 204               |
| 2007年 | 205               |
| 2008年 | 205               |
| 2009年 | 164               |
| 2010年 | 163               |
| 2011年 | 181               |
| 2012年 | 181               |
| 2013年 | 182               |
| 2014年 | 185               |
| 2015年 | 173               |
| 2016年 | 164               |

## 車站周邊
車站靠近近江八幡市的邊界。
- 滋賀縣立八日市養護學校
- 國道421號（日语：国道421号）

## 巴士路線
| 乘車處   | 系統         | 主要途經       | 方向     | 巴士公司   | 備註        |
| -------- | ------------ | -------------- | -------- | ---------- | ----------- |
| 平田站前 | 市邊上平木線 | 市邊、Heartpia | 八日市站 | 一點點巴士 | 平日早上1班 |

## 相鄰車站
近江鐵道
■八日市線（萬葉茜線）
■快速（平日早上只有1班）
通過
■普通
武佐（OR20）－平田（OR19）－市邊（OR18）

## 注腳
1. ↑  「軽便鉄道運輸開始」《官報》1914年1月10日（國立國會圖書館數碼化收藏）
2. ↑  《鉄道統計資料. 昭和2年》（國立國會圖書館數碼化收藏）
3. ↑  《鉄道統計資料. 昭和4年》（國立國會圖書館數碼化收藏）

## 外部連結
- 平田站 （页面存档备份，存于）（日語）（各站資訊）- 近江鐵道